# NFL 1926
Die NFL-Saison 1926 war die siebte Saison der US-amerikanischen Footballliga National Football League (NFL). Meister der Liga wurden die Frankford Yellow Jackets.
Erstmals sah sich die Liga mit der von Red Grange initiierten American Football League (AFL) einer direkten Konkurrenz ausgesetzt. So wechselten die Rock Island Independents in diese konkurrierende Liga. Um dieser Konkurrenz zu begegnen, wurden mit den Brooklyn Lions, Hartford Blues, Los Angeles Buccaneers und den Louisville Colonels neue Teams gegründet.
Die Racine Legion nahm nach einem Jahr Pause als Racine Tornadoes am Spielbetrieb teil. Nicht mehr dabei war der mehrfache Meisterschaftssieger Canton Bulldogs.
Am Ende der Saison zeigte es sich jedoch, dass durch die Konkurrenz der AFL sowie der vielen leistungsschwächeren Teams die stärkeren Teams, nicht die erwarteten Einnahmen erzielen konnten. Die Teameigner planten deshalb für die neue Saison 1927 drastische Einschnitte.

## Tabelle
| Team                     | S  | N | U | SQ    |
| ------------------------ | -- | - | - | ----- |
| Frankford Yellow Jackets | 14 | 1 | 2 | 0,933 |
| Chicago Bears            | 12 | 1 | 3 | 0,923 |
| Pottsville Maroons       | 10 | 2 | 2 | 0,833 |
| Kansas City Cowboys      | 8  | 3 | 0 | 0,727 |
| Green Bay Packers        | 7  | 3 | 3 | 0,700 |
| Los Angeles Buccaneers   | 6  | 3 | 1 | 0,667 |
| New York Giants          | 8  | 4 | 1 | 0,667 |
| Duluth Eskimos           | 6  | 5 | 3 | 0,545 |
| Buffalo Rangers          | 4  | 4 | 2 | 0,500 |
| Chicago Cardinals        | 5  | 6 | 1 | 0,455 |
| Providence Steam Roller  | 5  | 7 | 1 | 0,417 |
| Detroit Panthers         | 4  | 6 | 2 | 0,400 |
| Hartford Blues           | 3  | 7 | 0 | 0,300 |
| Brooklyn Lions           | 3  | 8 | 0 | 0,273 |
| Milwaukee Badgers        | 2  | 7 | 0 | 0,222 |
| Akron Indians            | 1  | 4 | 3 | 0,200 |
| Dayton Triangles         | 1  | 4 | 1 | 0,200 |
| Racine Tornadoes         | 1  | 4 | 0 | 0,200 |
| Columbus Tigers          | 1  | 6 | 0 | 0,143 |
| Canton Bulldogs          | 1  | 9 | 3 | 0,100 |
| Hammond Pros             | 0  | 4 | 0 | 0,000 |
| Louisville Colonels      | 0  | 4 | 0 | 0,000 |